# 大宮町 (京都府)
大宮町（おおみやちょう）は、かつて京都府の中郡に属していた町。丹後ちりめんに代表される織物業と農業を基幹産業とし、地域の特性を活かした自然運動公園や国営農地開発をすすめた。2004年（平成16年）に周辺自治体と合併して京丹後市となった。

## 象徴
町章は、大宮の「大」の字を外側に描き、「宮」の字を図案化した。
町の木はモクセイ、町の花は百日草、町の特産品として絹のポケットチーフ、かあちゃん漬、ヤーコンドリンクなどがしられた。

## 地理

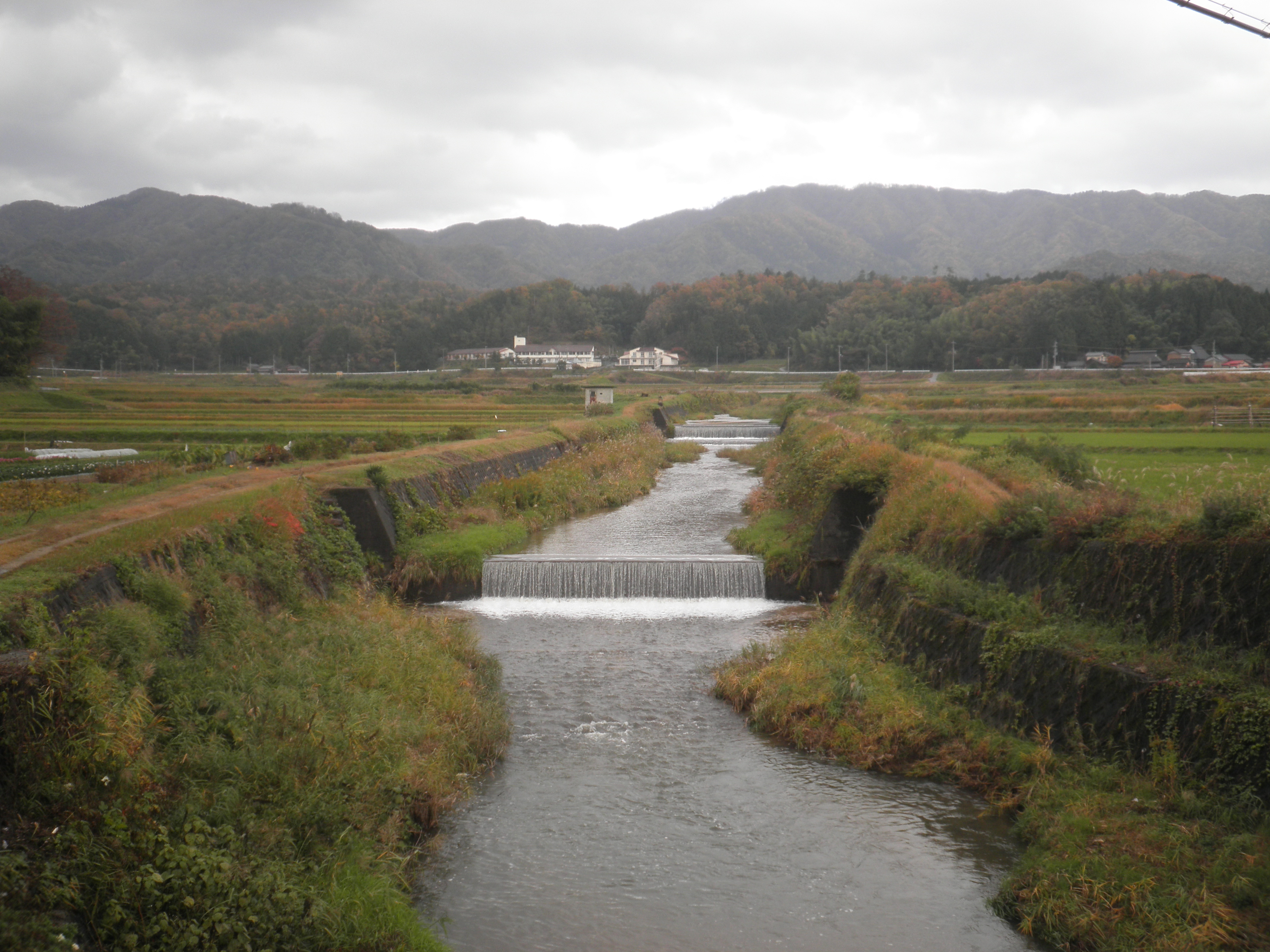
明田を流れる竹野川

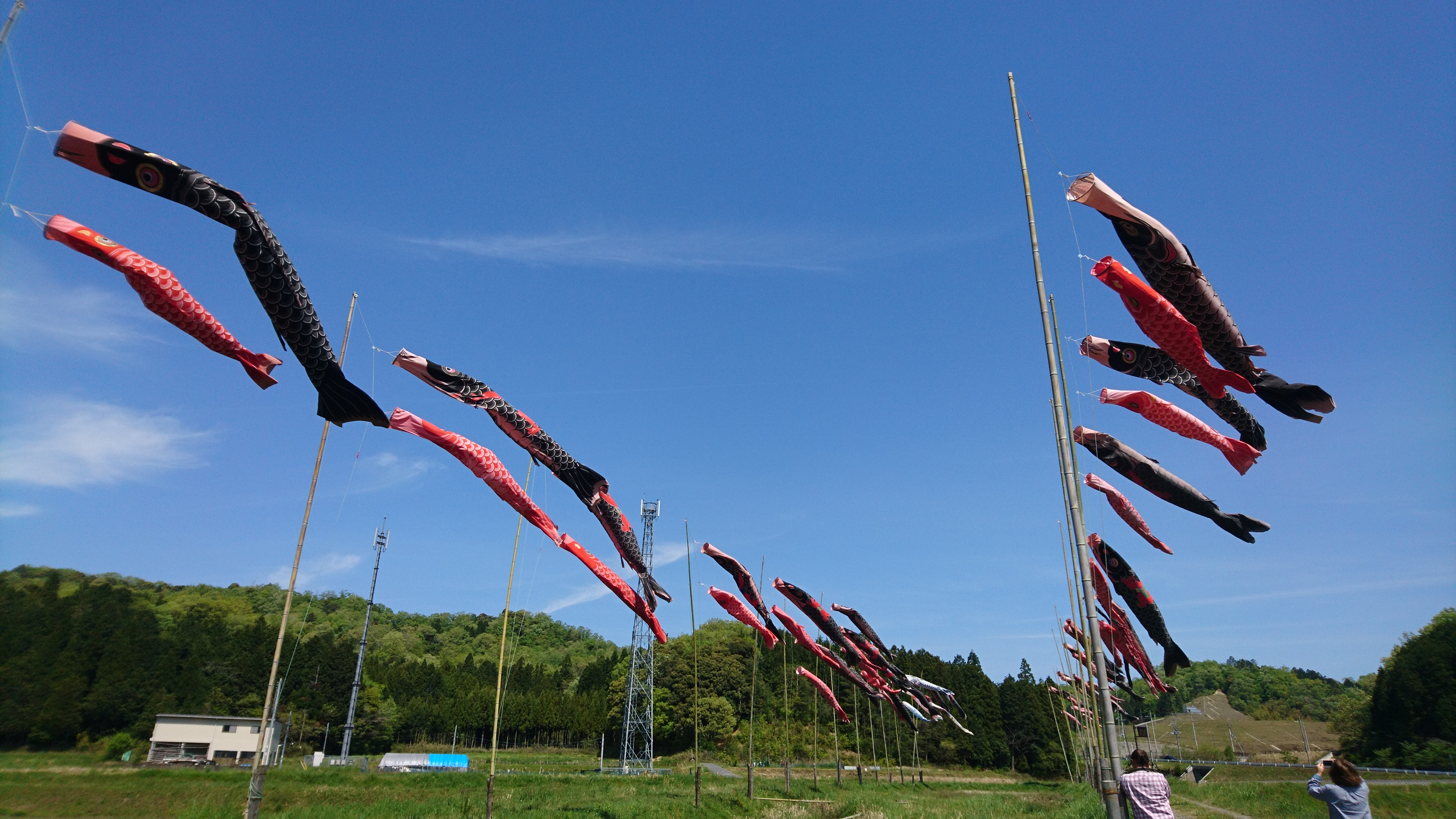
京丹後大宮IC付近のこいのぼり

町の面積は68.93平方キロメートル。

### 地形
京都府北部の丹後地方に含まれ、中郡の東側半分を占めていた。
大宮町は総面積の約80%は山林である。南西部には磯砂山を中心とする磯砂山地塊があり、北東部には高尾山や鼓ヶ岳を中心とする中央高台がある。中央高台にある高山は701mであり、丹後半島の最高峰である。市街地がある盆地は磯砂山 (661m)、高尾山 (620m)、木積嶽 (269m)、鞍禿山 (399m) などに周囲を囲まれており、他自治体との境界としては北側のみが平地である。
大宮町五十河に端を発する竹野川が町内をほぼ楕円形に流れており、竹野川は沖積地である峰山盆地を形成している。竹野川、竹野川の支流の常吉川、竹野川の支流の大谷川の流域に集落が散在している。
山岳
- 高山 - 標高701m。丹後半島の最高峰。大宮町と宮津市の境界にある。
- 磯砂山 - 標高661m。大宮町と峰山町の境界にある。
- 高尾山 - 標高620m。大宮町と弥栄町の境界にある。
- 鼓ヶ岳 - 標高569m。大宮町と宮津市と岩滝町の境界にある。
- 鞍禿山 - 標高399m。
- 木積嶽 - 標高269m。

峠
- 平地峠 - 京都府道76号野田川大宮線の峠。大宮町と野田川町を隔てる。
- 大内峠 - 京都府道651号大宮岩滝線の峠。大宮町と岩滝町を隔てる。

河川
- 竹野川[4] - 二級河川。全長27.594 km。丹後半島最大の河川。大宮町五十河に端を発する。
  - 常吉川[4] - 二級河川。全長5.891 km。竹野川の支流。大宮町上常吉に端を発する。
  - 久住川[4] - 二級河川。全長3.580 km。竹野川の支流。大宮町久住に端を発する。
  - 大谷川[4] - 二級河川。全長4.890 km。竹野川の支流。大宮町河辺萌荷谷に端を発する。
  - 善王寺川[4] - 二級河川。全長1.6 km。竹野川の支流。大宮町善王寺仁王堂に端を発する。

### 大字
- 口大野（くちおおの）
- 奥大野（おくおおの）
- 河辺（こうべ）
- 周枳（すき）
- 善王寺（ぜんのうじ）
- 三坂（みさか）
- 谷内（たにうち）
- 三重（みえ）
- 森本（もりもと）
- 五十河（いかが）
- 明田（あけだ）
- 延利（のぶとし）
- 久住（くすみ）
- 上常吉（かみつねよし）
- 下常吉（しもつねよし）

### 隣接していた自治体
- 京都府
  - 宮津市
  - 中郡峰山町
  - 竹野郡弥栄町
  - 与謝郡岩滝町
  - 与謝郡野田川町
- 兵庫県
  - 出石郡但東町

## 歴史
大宮町域に112か所の遺跡が確認されており、また竹野川とその支流の常吉川流域には古墳が多い。縄文時代から古墳時代の裏蔭遺跡、弥生時代の延利遺跡や岩立橋遺跡、弥生後期から古墳時代の大宮売神社祭祀遺跡や石明神遺跡などである。律令制下ではこの地域に三重郷、大野郷、周枳郷が存在し、いずれも竹野川流域にあった。
明治維新後のこの地域はまず久美浜県・峰山県・宮津県に分かれ、1871年（明治4年）には豊岡県に編入され、1876年（明治9年）に京都府に編入された。1908年（明治41年）にはこの地域に電話が開通し、1912年（大正元年）には電灯がともった。1922年（大正11年）3月には国鉄宮津線が開業し、この地域には口大野駅が設置された。1927年（昭和2年）3月7日には北丹後地震が発生し、この地域は全壊589戸・死者113人・負傷者821人という甚大な被害を受けた。口大野村の死者数は人口の2.7%に相当する49人、奥大野村の死者数は42人であり、口大野村の被害は特に建物の倒壊と火災によるものだった。
太平洋戦争中にはこの地域と峰山町にまたがる場所に峰山海軍航空隊の飛行場が建設され、この地域には宿舎が設置された。大宮町は1951年（昭和26年）に6村が合併して発足したが、町名は公募によるものであり、大宮売神社にちなんでいる。大宮町は峰山町とともに丹後ちりめんの中心地であり、最盛期をとうに過ぎた1982年（昭和57年）時点では戸数の約70%が織物関連産業に従事していた。

### 年表
- 1889年（明治22年）4月1日 - 町村制施行により、中郡大野村、長善村、三重村、周枳村、河辺村、五十河村、常吉村が発足。
- 1892年（明治25年）3月5日 - 大野村が分村して口大野村と奥大野村となる。
- 1951年（昭和26年）4月1日 - 口大野村、奥大野村、三重村、周枳村、河辺村、常吉村が新設合併して大宮町となる[3]。
- 1956年（昭和31年）7月1日 - 大宮町が五十河村を編入[3]。
- 1956年（昭和31年）9月30日 - 大宮町が長善村善王寺地区を編入。
- 2004年（平成16年）4月1日 - 中郡峰山町、竹野郡網野町、丹後町、弥栄町、熊野郡久美浜町との新設合併により京丹後市となる。

## 行政

### 歴代町長
| 代 | 氏名         | 就任日         | 退任日        |
| -- | ------------ | -------------- | ------------- |
| 1  | 堀利助       | 1951年5月1日   | 1961年5月24日 |
| 2  | 安田儀行     | 1961年6月4日   | 1973年6月3日  |
| 3  | 坂田齋       | 1973年6月4日   | 1981年6月3日  |
| 4  | 中西喜右衛門 | 1981年6月4日   | 1987年9月9日  |
| 5  | 吉岡秀男     | 1987年10月25日 | 2004年3月31日 |

出典 : 『大宮 みちゆくこまち』

## 人口と世帯数
| 人口の変遷         | 人口の変遷 | 人口の変遷 |  |
| ------------------ | ---------- | ---------- |  |
| 1970年（昭和45年） | 10,640人   |            |  |
| 1975年（昭和50年） | 10,642人   |            |  |
| 1980年（昭和55年） | 10,597人   |            |  |
| 1985年（昭和60年） | 10,486人   |            |  |
| 1990年（平成2年）  | 10,291人   |            |  |
| 1995年（平成7年）  | 10,416人   |            |  |
| 2000年（平成12年） | 10,805人   |            |  |

| 世帯数の変遷       | 世帯数の変遷 | 世帯数の変遷 |  |
| ------------------ | ------------ | ------------ |  |
| 1970年（昭和45年） | 2473戸       |              |  |
| 1975年（昭和50年） | 2608戸       |              |  |
| 1980年（昭和55年） | 2708戸       |              |  |
| 1985年（昭和60年） | 2748戸       |              |  |
| 1990年（平成2年）  | 2855戸       |              |  |
| 1995年（平成7年）  | 3111戸       |              |  |
| 2000年（平成12年） | 3407戸       |              |  |

- 人口・世帯数はいずれも国勢調査[2][7]。

## 教育

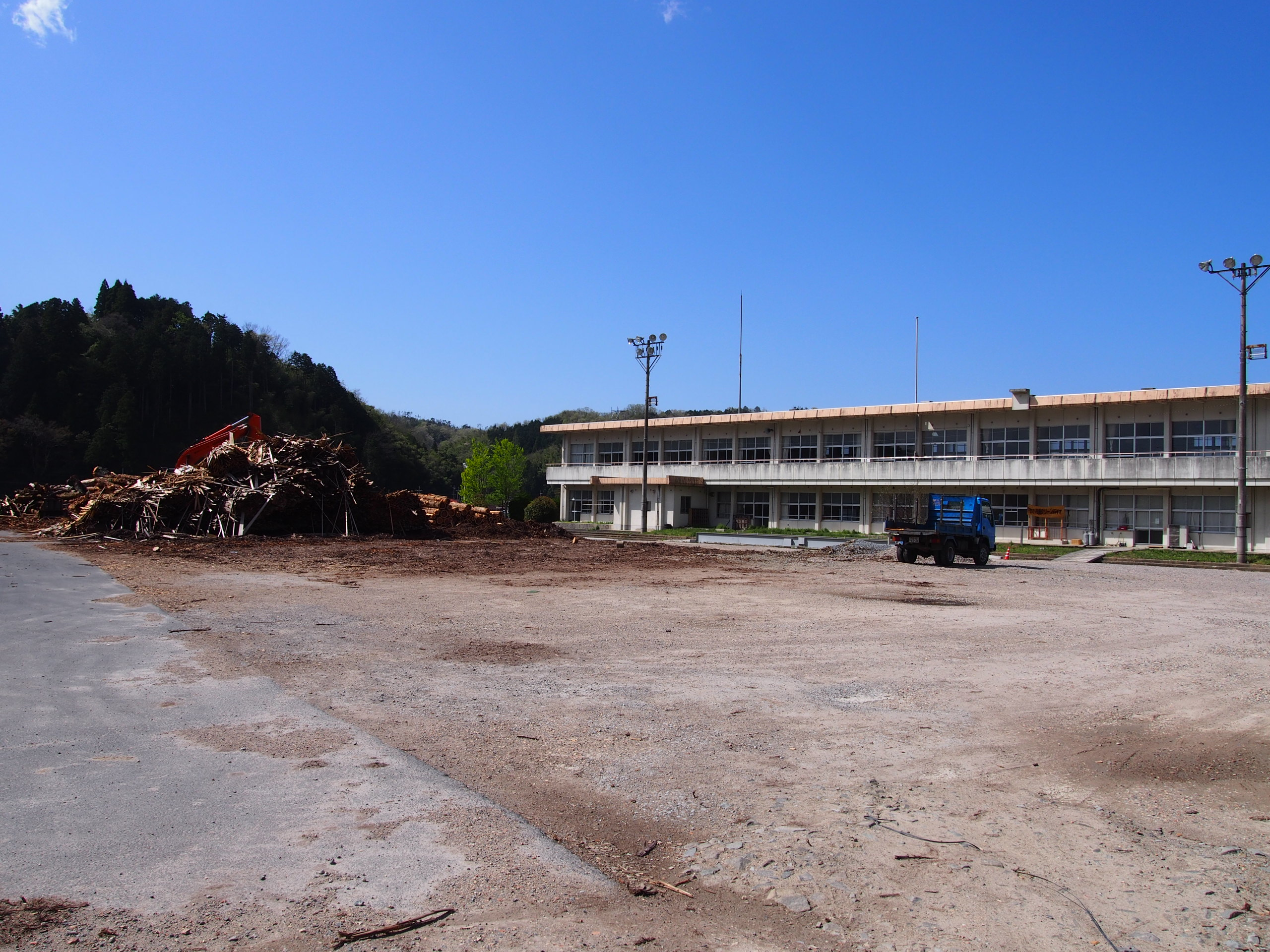
大宮町立大宮第三小学校

大宮町に高等学校は存在しなかった。

### 小学校
2004年時点で存在していた学校
- 大宮町立大宮第一小学校 - 1971年（昭和46年）4月1日開校。大宮町立口大野小学校と大宮町立周枳小学校と大宮町立河辺小学校と組合立長善小学校（一部）を統合[8]。
- 大宮町立大宮第二小学校 - 1971年（昭和46年）4月1日開校。大宮町立倉垣小学校と大宮町立常吉小学校と大宮町立三重小学校（一部）を統合[9]。
- 大宮町立大宮第三小学校 - 1971年（昭和46年）4月1日開校。大宮町立五十河小学校と大宮町立三重小学校（一部）を統合[10]。

2004年時点で廃校となっていた学校
- 大宮町立口大野小学校 - 1873年（明治6年）開校。1971年（昭和46年）廃校。
- 大宮町立倉垣小学校 - 1874年（明治7年）開校。1980年（昭和55年）廃校。
- 大宮町立常吉小学校 - 1873年（明治6年）開校。1980年（昭和55年）廃校。
- 大宮町立三重小学校 - 1873年（明治6年）開校。1980年（昭和55年）廃校。
- 大宮町立五十河小学校 - 1873年（明治6年）開校。1980年（昭和55年）廃校。
- 大宮町立周枳小学校 - 1873年（明治6年）開校。1974年（昭和49年）廃校。
- 大宮町立河辺小学校 - 1873年（明治6年）開校。1974年（昭和49年）廃校。
- 組合立長善小学校 - 1873年（明治6年）開校。峰山町長岡地区と大宮町善王寺地区の児童が通った。1974年（昭和49年）廃校。

### 中学校
2004年時点で存在していた学校
- 大宮町立大宮中学校 - 1947年（昭和22年）5月1日、口大野村・奥大野村・常吉村・三重村・周枳村・河辺村によって、口大野村外6ヶ村組合立大野中学校として開校[11]。1951年（昭和26年）4月1日には6村が合併して大宮町が発足し、大宮町外1ヶ村組合立大宮中学校に改称[11]。大宮町が五十河村を編入合併したことにより、1956年（昭和31年）11月1日には大宮町立大宮中学校に改称。校歌には竹野川や大江山が登場する[11]。

2004年時点で廃校となっていた学校
- 大宮町立大宮中学校五十河分校 - 1947年（昭和22年）5月3日、五十河村立五十河中学校として開校[12]。1949年（昭和24年）には隣接地域の中学校の統合により、口大野外6ヶ村組合立大野中学校五十河分校に改称。1951年（昭和26年）4月1日には大宮町外1ヶ村組合立大宮中学校五十河分校に改称。五十河村が大宮町に編入合併されたことにより、1956年（昭和31年）11月1日には大宮町立大宮中学校五十河分校に改称。1985年（昭和60年）に閉校した。

## 交通

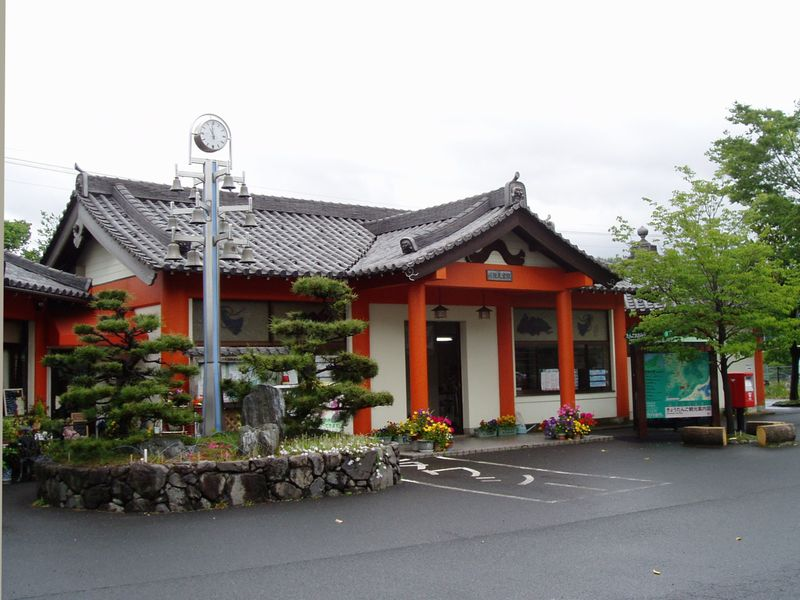
丹後大宮駅

### 鉄道
- 北近畿タンゴ鉄道宮津線：丹後大宮駅

### 道路
大宮町の中心部を国道312号が通っており、宮津市と峰山町を結ぶ産業道路という性格があった。1960年（昭和35年）には大宮橋が開通し、1963年（昭和38年）には平地峠が切り下げられ、1971年（昭和46年）には大宮バイパスが開通した。
- 町内を走る一般国道：国道312号
- 町内を走る府道
  - 京都府道53号網野岩滝線
  - 京都府道651号大宮岩滝線
  - 京都府道655号味土野大宮線
  - 京都府道656号間人大宮線
  - 京都府道657号明田丹後大宮停車場線
  - 京都府道658号久住河辺線
  - 京都府道659号二箇河辺線

## 名所・旧跡

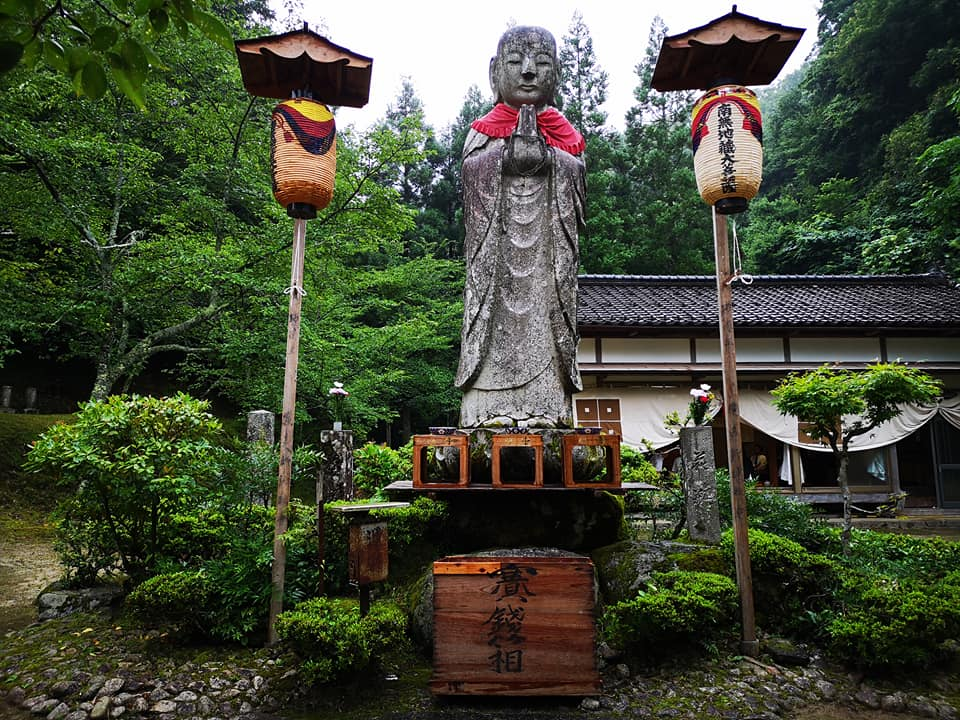
平地地蔵

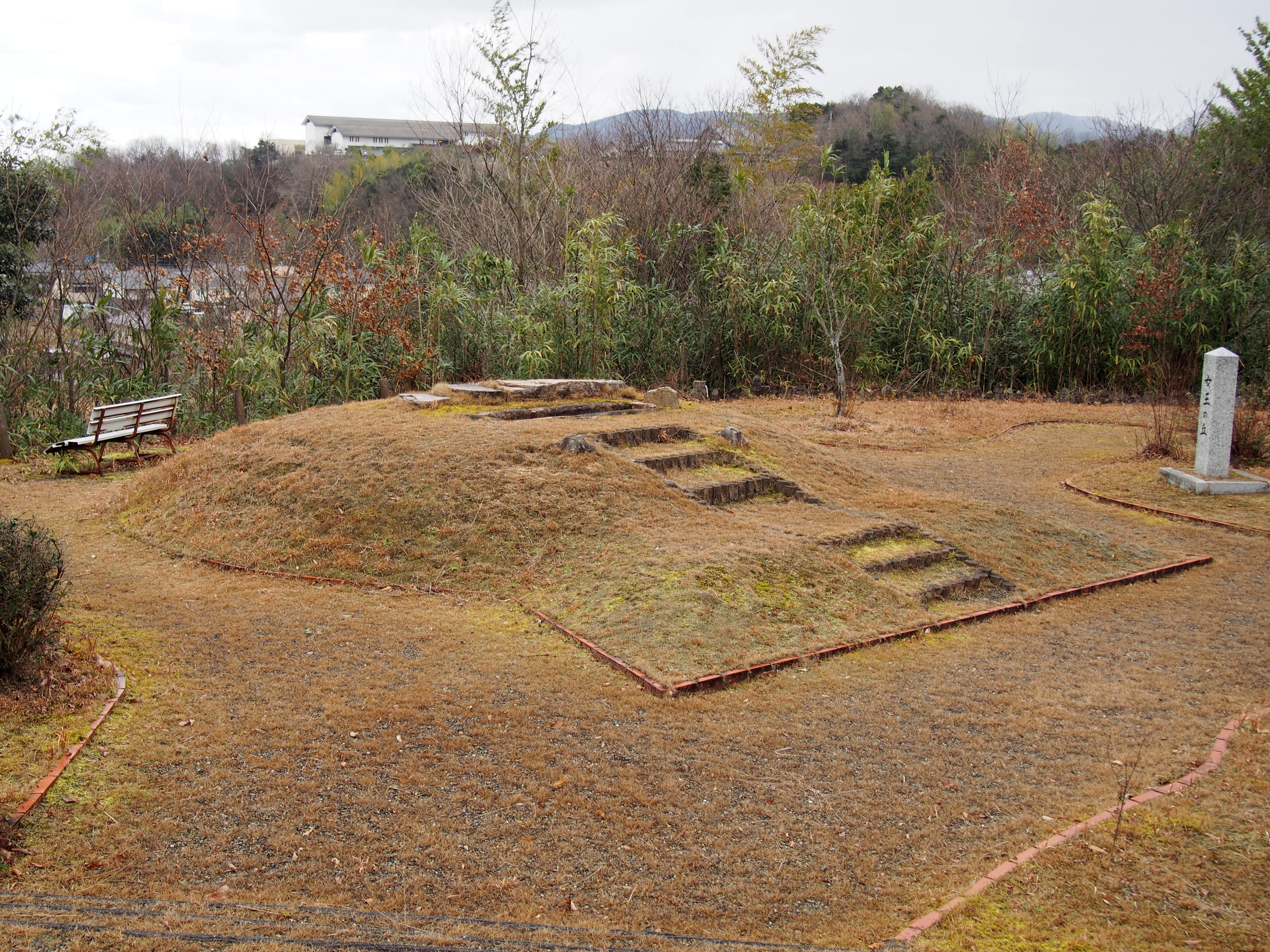
大谷古墳

- 大野城跡 - 戦国時代に大野氏によって築かれた城。城跡は大野神社の境内となっている。
- 平地地蔵 - 大字上常吉。立つ地蔵。天保4年（1833年）建立[13]。立像の石仏としては京都府最大級。
- 白滝不動堂 - 大字上常吉。常吉川の上流部にある仏堂。得円法師の荒行の跡と伝えられる。
- 岩屋寺 - 大字谷内。開基は行基と伝わる[1][14]。本尊は不動明王[14]。「釈迦十六善神像」などが京都府指定有形文化財。寺宝に五大明王画像や大江山鬼退治絵巻等がある[2]。奥の院から崇山頂上の展望台にかけてハイキングコースとして優れた景勝地である[2]。
- 妙性寺 - 大字五十河。開基は小野小町だとする伝承がある[1]。
- 経典寺 - 大字上常吉。日蓮宗の寺院。山門は江戸時代後期の建造物[15]。
- 常林寺 - 大字下常吉。曹洞宗の寺院。
- 大宮売神社 - 大字周枳。旧府社[16]。式内社（名神大社）であり丹後国二宮。社宝に重要文化財の石灯籠2基等がある[2]。
- 名所賀稲荷神社 - 大字周枳。
- 冨持神社 - 大字上常吉。旧村社[16]。大宮町でもっとも樹高の高いスギがある[15]。
- 三重神社 - 大字三重。旧村社[16]。延喜式神名帳の与謝郡三重神社と思われる[1]。
- 木積神社 - 大字久住。旧村社[16]。延喜式神名帳の与謝郡木積神社とする説がある[1]。
- 大野神社 - 大字口大野。旧村社[16]。延喜式神名帳の竹野郡大野神社とする説がある[1]。
- 若宮神社 - 大字奥大野。旧村社[16]。
- 若宮神社 - 大字谷内。旧村社[16]。
- 天神神社 - 大字下常吉。旧村社[16]。
- 大屋神社 - 大字森本。旧村社[16]。
- 三坂神社 - 大字三坂。旧村社[16]。
- 心木神社 - 大字明田。旧村社[16]。
- 高森神社 - 大字延利。旧村社[16]。
- 霧宮神社 - 大字五十河。旧村社[16]。
- 中原神社 - 大字五十河。旧村社[16]。
- 三社神社 - 大字新宮。旧村社[16]。
- 皇大神社 - 大字河辺。旧村社[16]。
- 住吉神社 - 大字善王寺。旧村社[16]。
- 大谷古墳 - 大字谷内。熟年女性の完全な人骨が遺存していた事で知られる。
- 小野小町公園 - 四位深草少将の執心を逃れて小野小町が隠棲し、その墓がある[2]。
- 城山公園（大野城址） - 豊臣秀吉の朝鮮征伐で「鬼の修理」と称された大野修理亮の居城跡[2]。
- 周枳井溝

## 施設

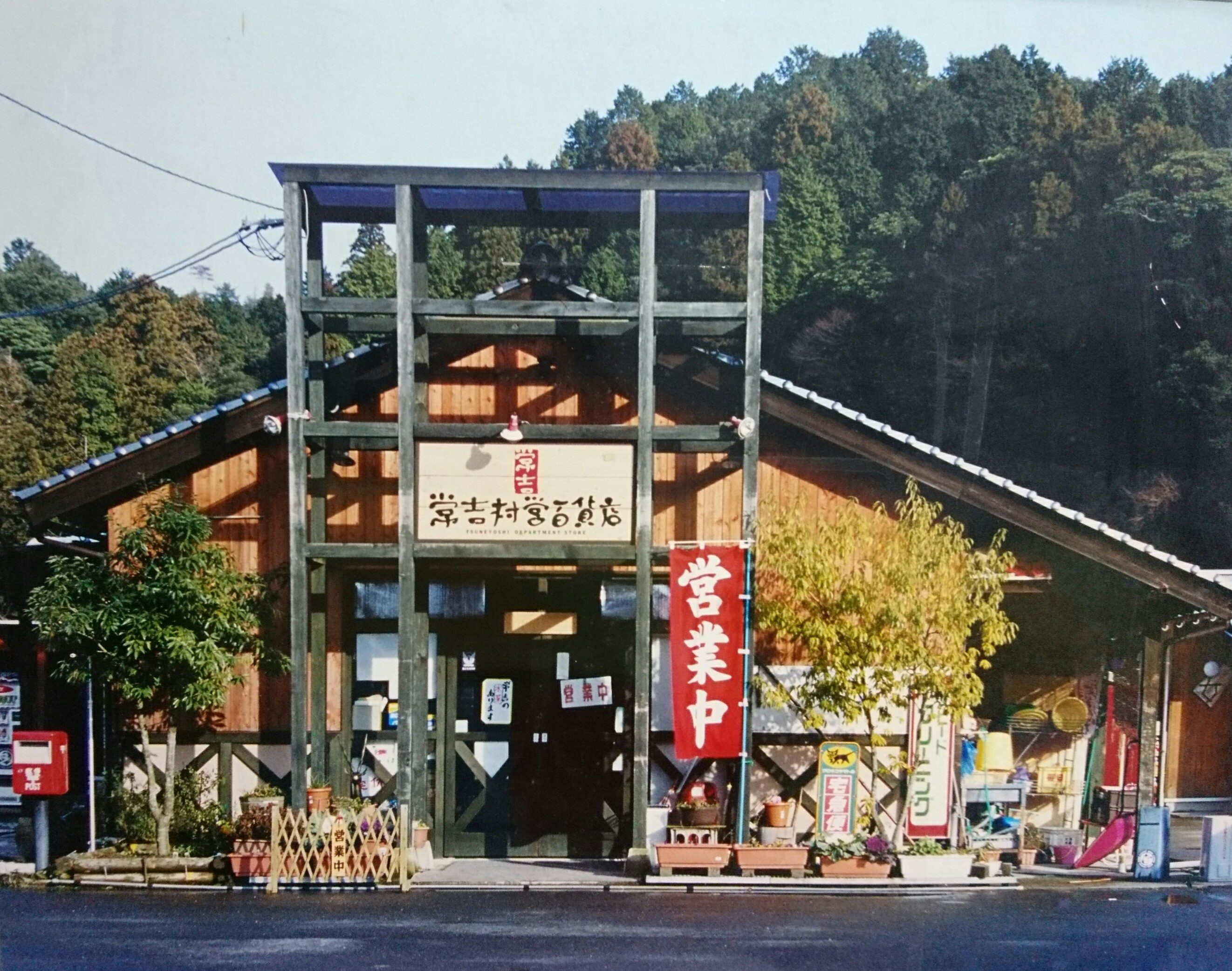
常吉村営百貨店

- 丹後大宮カトリック教会 - 戦後のこの地域では口大野の民家で伝道が行われていたが、1953年（昭和28年）9月11日に教会が献堂された[17]。
- 白杉酒造 - 安永5年（1777年）創業の蔵元[18]。酒米（酒造好適米）ではなく食用米のみを用いているという特色がある[18]。
- 常吉村営百貨店 - 1997年（平成9年）開店の商店。ソーシャル・ビジネスの先駆けとして高く評価された。
- アグリセンター大宮 - 大宮町立図書室などが入る公民館。

## 出身著名人
- 大野治長 - 武将。
- 大野治房 - 武将。
- 蒲田善兵衛[19] - 実業家。綿縮緬の製造を考案。
- 上前智祐[20] - 画家。
- 小牧源太郎[21] - シュルレアリスム画家。
- 谷口謙[22] - 医師・詩人。
- 平井嘉一郎[23] - 実業家。ニチコン創業者。
- 太川陽介[24] - タレント。
- 今井大輔[25] - 漫画家。
- 安田美沙子 - タレント、女優、グラビアアイドル。※北海道札幌市生まれ。